# Physulodes eupithecialis
Physulodes eupithecialis là một loài bướm đêm trong họ Noctuidae.